# Oostenrijks Staatsverdrag
Het Oostenrijkse Staatsverdrag (officiële Duitse verdragstitel: Staatsvertrag betreffend die Wiederherstellung eines unabhängigen und demokratischen Österreich) werd op 15 mei 1955 in Wenen tussen de geallieerde bezettingsmachten (de Verenigde Staten, Sovjet-Unie, Frankrijk en het Verenigd Koninkrijk) en de Oostenrijkse regering ondertekend.  Het verdrag trad op 27 juli 1955 in werking.

## Doelstelling
Het verdrag had tot doel om de soevereiniteit van Oostenrijk te herstellen op basis van de Verklaring van Moskou van 1 november 1943. Het verdrag bestaat naast een preambule uit negen hoofdstukken:
1. politieke en territoriale bepalingen;
2. luchtvaart- en militaire bepalingen;
3. herstelbepalingen;
4. terugtrekking van de bezettende mogendheden;
5. eigendom, wetgeving en belangen;
6. economische betrekkingen;
7. bepalingen betreffende geschillen;
8. economische bepalingen;
9. slotbepalingen.

## Belangrijke punten

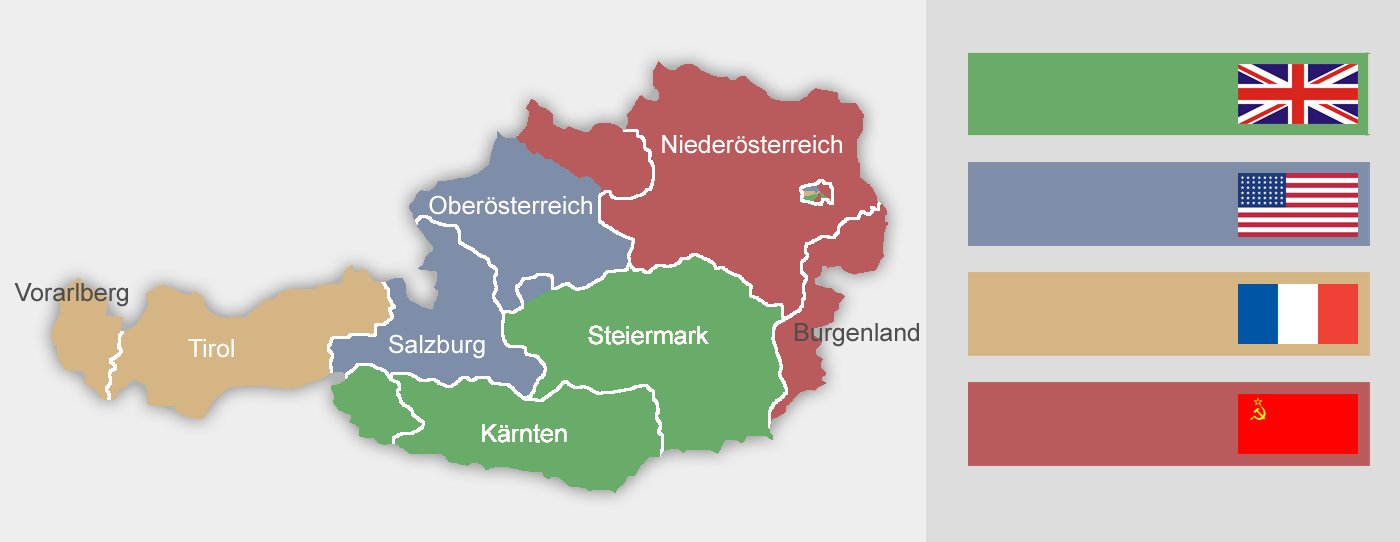
Geallieerde bezettingszones in Oostenrijk

- Artikel 4 legt het verbod op economische en/of politieke vereniging met Duitsland;
- In het kader van de erkenning van de onafhankelijke Oostenrijkse staat bepaalt artikel 7 de minderheidsrechten van de Sloveense en Kroatische autochtone bevolkingsgroepen, met name inzake de bescherming van het gebruik van de eigen taal in bestuur, onderwijs en rechtsgang;
- Artikel 9 legt de verplichting op om alle nationaalsocialistische organisaties te verbieden en de heroprichting van fascistische organisaties te verbieden.

Na de verdragssluiting verklaarde Oostenrijk zichzelf op 26 oktober 1955 "eeuwigdurend neutraal".

## Gevolgen
De geallieerde mogendheden trokken zich uit Oostenrijk terug op 25 oktober 1955. De dag erna, waarop de verklaring van altijddurende neutraliteit werd afgelegd, geldt sindsdien als nationale feestdag. 